# Gare de Château-Renault
Gare de Château-Renault – stacja kolejowa w Château-Renault, w departamencie Indre i Loara, w Regionie Centralnym, we Francji.
Została otwarta w 1867 roku przez Compagnie du chemin de fer de Paris à Orléans (PO). Dziś jest stacją Société nationale des chemins de fer français (SNCF), obsługiwaną przez pociągi TER Centre kursujące między stacjami Tours, Châteaudun lub Paryż-Austerlitz.